# Casa Griffin
La casa Griffin es una casa histórica asociada con el ferrocarril subterráneo, ubicada en la comunidad de Ancaster Hamilton en Ontario. Ofrece tours y programas relacionados con la historia, como parte de la Red de Patrimonio Negro.
La casa fue designada como Sitio Histórico Nacional de Canadá en 2008. La casa es un ejemplo raro sobreviviente de un sitio típico  de cuatro habitaciones  del siglo XIX. Era propiedad de Enerals Griffin, un inmigrante africano americano de Virginia que se estableció en Ontario en 1834, y se asocia con el asentamiento negro del siglo XIX de la Norteamérica británica.

## La casa
El sitio histórico se asienta sobre una colina que domina el valle de Dundas y es propiedad y está operado por la Autoridad de Conservación de la Región Hamilton.